# Epoca de aur a islamului

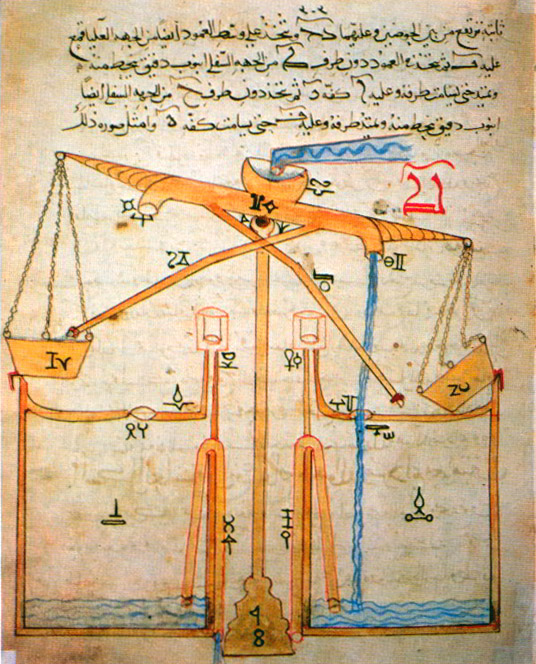
Pompa de apă inventată de Al-Jazari

Epoca de Aur a Islamului (în arabă: حضارة عربية إسلامية), cunoscută și ca Renașterea islamică reprezintă perioada cuprinsă între secolele al VII-lea și al XIII-lea, ajungând chiar până în secolul al XVI-lea, după unii autori.
În această perioadă, artiști, ingineri, savanți, poeți, filosofi, geografi și comercianți care aparțineau lumii islamice (fără a fi neapărat musulmani), au adus contribuții notabile în domenii ca: artă, agricultură, economie, industrie, drept, literatură, navigație maritimă, filosofie, știință, sociologie, tehnologie, realizând o serie de inovații peste acest sistem tradițional al concepției islamice.
Toate aceste realizări au influențat evoluția civilizației în toate celelalte continente.
Fără aceste mari realizări ale islamului, multe din învățăturile Greciei, Romei și Egiptului antic ar fi fost pierdute pentru totdeauna.
Multe astfel de scrieri valoroase ar fi fost pierdute dacă nu ne parveneau traducerile acestora din arabă în turcă, persană, ebraică sau latină.
Acest focar de cultură s-a alimentat din esența realizărilor marilor civilizații apuse: mesopotamiană, romană, chineză, indiană, persană, egipteană, greacă și bizantină.

## Premisele
Expansiunea sub Mahomed, 622-632
     Expansiunea în timpul califatului Rashidun, 632-661
     Expansiunea în perioada Omeiazilor, 661-750

Perioada califatului
Expansiunea sub Mahomed, 622-632
Expansiunea în timpul califatului Rashidun, 632-661
Expansiunea în perioada Omeiazilor, 661-750

În urma cuceririlor din secolele al VII-lea și al VIII-lea, se pun bazele Imperiului Islamic, care devine unul dintre primele zece mari imperii ale lumii.
Islamul se răspândește din Peninsula Arabică, ajunge in Iran, Siria, Irak, Palestina, Turcia, nordul Africii (Egipt), Spania, Sicilia.
Prin secolul al XIII-lea, se răspândește și în India și Asia de Sud-Est.
Armatele arabe se caracterizau prin utilizarea tacticilor avansate, a cavaleriei bazate pe cai și cămile.
Conducătorii islamici erau foarte toleranți cu popoarele cucerite și stimulau convertirea la credința islamică.
Araba, devenită limbă comună pentru diferitele grupuri etnice ale imperiului, permitea răspândirea rapidă a cunoștintelor și ideilor.
Epoca de Aur a Islamului începe în secolul al VIII-lea, odată cu venirea la putere a Abbasizilor (care au domnit de la mijlocul secolului al VIII-lea, până la jumătatea secolului al XIII-lea) și în special în timpul califatului lui Al-Mamun, fiul lui Harun al-Rashid și probabil cel mai mare dintre abbasizi.
Capitala se mută de la Damasc la Bagdad.
Are loc o împletire a tradițiilor arabă, persană, egipteană și europeană.
Cunoașterea devine foarte prețuită, fiind promovată, conform tradiției, chiar de profetul Mohamed.  
Astfel, într-una din acele Hadith, Profetul afirmă:

Pe cel care urmează calea cunoașterii, Allah îl îndrumă spre Paradis...Strălucirea unui om învățat, comparată cu cea a unui simplu evlavios, este precum cea a lunii pline față de stele. Cunoașterea ne ajută să distingem binele de rău, să găsim drumul către Cer, ne este prietenă atunci când suntem în deșert și singurătate și nu avem pe nimeni, ne întărește la neputință și ne apară de dușmani. Cerneala savanților este mai sfântă decât sângele martirilor.
Pentru promovarea științei și filozofiei, în Bagdad se înființează așa-numita Casă a Înțelepciunii (بيت الحكمة), unde învățații islamici (dar și de alte religii) se străduiesc să efectueze traducerile operelor antichității.
Această atitudine față de învățământ și cercetare a constituit factorul principal care a condus la dezvoltarea științei.
Existența unei limbi comune, araba, favorizează comerțul internațional, schimbul de idei, libertatea gândirii și toleranța religioasă.
O inovație majoră a acestei perioade a fost hârtia, a cărei fabricație a constituit un secret păstrat cu fermitate de chinezi, dar dezvăluit de prizonierii din urma bătăliei de la Talas din 751 dintre arabi și chinezi.
Drept urmare, la Samarkand și Bagdad s-au construit primele fabrici de hârtie, la a cărei tehnologie arabii au adus unele inovații.
Prin anii 900, în Bagdad apăreau bibliotecile publice.
Fabricarea hârtiei se extinde ajungând în Fès, Maroc, apoi în Al-Andalus, urmând să se răspândească în întreaga Europă a secolului al XIII-lea.
O deosebită dezvoltare o cunoaște Mecca, ce încă înainte de apariția islamului devenise un prosper centru comercial.
Tradiția pelerinajului face ca acest oraș să devină nu numai un centru al schimbului de mărfuri, dar și de idei.
Având la bază o economie a cărei esență consta în schimbul de mărfuri, civilizația islamică se dezvoltă și se extinde, în contrast cu cea creștină, indiană sau chineză ale căror societăți erau adaptate unei aristocrații agricole.
Are loc o expansiune a credinței islamice, la aceasta contribuind și misionarii sufiști care se deplasau în întreaga lume.

### Etica
Mulți oameni de știință și filozofi musulmani participau la dezbateri ce aveau un caracter umanist și rațional.
Drept urmare, majoritatea scrierilor islamice ale acestei perioade manifestă un profund caracter liberal și secular.
Această libertate religioasă în gândire, deși societatea era controlată de valorile islamice, permite colaborarea dintre musulmani, creștini și evrei, ceea ce conduce la dezvoltarea creativității filozofice caracteristice evului mediu islamic al perioadei dintre secolele al VIII-lea și al XIII-lea.
În lucrările lui Al-Kindi, Al-Razi, Avicenna, Abd al-Latif și alții apar primele studii despre mediu.
Sunt tratate subiecte ca poluarea apei, a aerului, a solului, deșeurile menajere ale marilor orașe și impactul negativ al acestora asupra naturii.
Córdoba, Spania, Al-Andalus sunt dotate cu recipiente pentru colectarea și depozitarea gunoaielor.

### Instituții
Anumite instituții care nu existau până atunci își au originea în lumea islamică timpurie.
Ne referim aici la: spitale publice, spitale psihiatrice, biblioteci publice, universități, observatoare astronomice, centre de cercetare etc.
Astfel, cea mai veche universitate din lume  a fost Universitatea Al-Qarawiyyin din Fès, Maroc, fondată în anul 859.
De o vechime similară este și Universitatea Al-Azhar din Cairo, înființată un secol mai târziu, în 975.
Prin secolul al X-lea, Córdoba avea 700 moschei, 60.000 de palate și 70 de biblioteci, cea mai mare dintre acestea având 600.000 de manuscrise.
În întregul Al-Andalus, în fiecare an erau publicate peste 60.000 de tratate, poezii, polemici și compilații.
Biblioteca din Cairo avea peste două milioane de volume, iar cea din Tripoli se pare că deținea peste trei milioane de lucrări până să fie distrusă de cruciați.
De asemenea, lucrările arabe în domeniul științelor matematice scrise în perioada evului mediu depășesc ca număr și importanță pe cele scrise în perioada clasică greco-romană.
O transformare calitativă pronunțată au suferit-o bibliotecile, de la simple depozite de manuscrise la adevărate biblioteci publice în sensul modern al cuvântului, centre de știință și educație, de unde se răspândeau ideile și teoriile, unde aveau loc întâlniri pentru discuții și polemici.

### Savanții
O altă caracteristică a Epocii de Aur a Islamului o constituie existența unui număr mare de savanți, comparabili cu acei oameni ai Renașterii (ca Leonardo da Vinci), adică erudiți multidisciplinari.
Printre aceștia s-au remarcat: Al Biruni, Al-Jahiz, Al-Kindi, Avicenna, Geber, Al-Idrisi, Avenzoar, Alhazen, Ibn al-Nafis, Ibn Khaldun, Al-Khwarizmi (Al-Horezmi), Al-Masudi, Al-Muqaddasi, Al-Tusi.

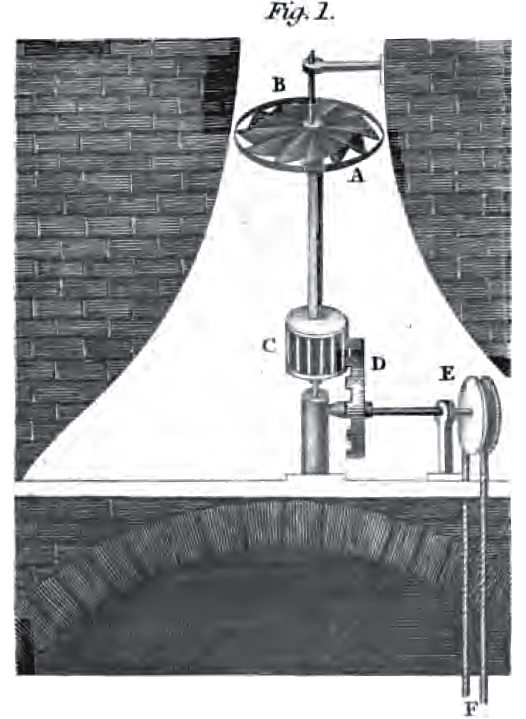
Savantului Taqi al-Din (secolul al XVI-lea) i se atribuie prima turbină cu abur

## Economie

### Epoca descoperirilor
În această perioadă, Imperiul Islamic a realizat o adevărată globalizare extinzându-și influența nivelului stiințific, al domeniului economic și comercial chiar și în regiunile cele mai izolate ale globului.
Ne referim aici și la încercările de a traversa Oceanul Atlantic întreprinse de exploratori din Al-Andalus și Maghreb.

### Revoluția agrară
Această globalizare duce la extinderea zonelor de cultivare a mai multor plante, dar și a tehnicilor și tehnologiilor agricole.
Astfel, în zona arabică sunt aclimatizate plante ca: sorgul adus din nordul Africii, citricele din China, mango, orez aduse din India și alte plante ca bumbac, trestie de zahăr.
Toate acesta globalizare a culturii a produs transformări spectaculoase în diverse ramuri ale economiei și al nivelului de trai al populației.
Începe să fie fabricat zahărul rafinat a cărui producție se răspândește în întreg imperiul.
Agricultura nu mai este de subzistență, dobândind un caracter comercial. 
Avem de-a face chiar cu o abordare științifică a agriculturii, bazată pe trei elemente:
- sistem sofisticat de rotație a culturilor; anumite culturi, cum ar fi vânăta, spanacul, având chiar mai multe recolte pe an;
- sisteme de irigații dezvoltate, bazate pe o tehnologie destul de avansată pentru acea epocă;
- introducerea uni număr mare de tipuri de plante de cultură care erau studiate și catalogate după anotimp, tipul de sol și cantitatea de apă necesară.

Au fost întocmite numeroase enciclopedii având ca subiect agricultura și botanica în care se remarcă acuratețea descrierilor și a detaliilor.

### Economia de piață

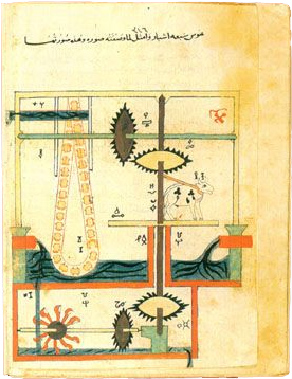
Automatul lui Al-Jazari

În perioada califatului asistăm la apariția a unei forme timpurii de capitalism și de piață liberă.
Unii autori consideră perioada cuprinsă între secolele al VIII-lea și al XII-lea ca fiind una de "capitalism islamic".
S-a creat un sistem monetar stabil și eficient (având la bază dinarul).
S-au introdus diverse forme de parteneriat economic.
Au apărut adevărate corporații care deveniseră independente față de stat.
Multe din ideile și conceptele acestui sistem proto-capitalist islamic au fost preluate și de Europa medievală de după secolul al XIII-lea.

### Creșterea industrială
Încep să fie utilizate energia hidraulică, energia mareelor, energia eoliană, apar primele motoare cu aburi, încep să fie utilizați combustibilii fosili (cum ar fi petrolul), fabricile se grupează în adevărate complexe industriale.
Morile de apă încep să fie utilizate la nivel industrial și aceasta încă din secolul al VII-lea, ca prin secolul al IX-lea sa apară diferențierea dintre turbinele de apă verticale și cele orizontale.
Apar morile de măcinat, morile de hârtie, gaterele, topitorii de oțel, fabrici de zahăr.
arborii cotiți încep să facă parte din mecanismele inventate.
Munca manuală a antichității începe să fie înlocuită de cea mecanizată.
Aceasta modificare tehnologică va exercita o influență ulterioară asupra revoluției industriale din Europa occidentală de mai târziu.
Ca efect al revoluției agrare islamice, au apărut o serie de sectoare industriale noi cum ar fi cele agroindustriale, realizarea instrumentelor astronomice, ceramica, industria chimică, aplicații ale distilării, confecționarea ceasurilor, a sticlei, valorificarea energiei hidraulice și eoliene, mozaicul, industria hârtiei și a papetăriei, a parfumului, a petrolului, farmaceutică, construcțiile navale, fabricarea mătăsii, industria textilă, industria zahărului, a fabricării armelor, mineritul și extracția mineralelor (sulf, amoniac, plumb și fier).
A apărut tot mai multe fabrici, exemplu preluat ulterior și de Europa Medievală.
Spre exemplu, primele fabrici de sticlă din Europa au apărut prin secolul al XI-lea cu contribuția mesteșugarilor egipteni din Grecia.

### Munca
Femeile lucrau în sectorul primar (agricultură), secundar (construcții,  vopsire, toarcerea fibrelor textile) și terțiar (medicină, învățământ).
Sclavii aveau o largă utilizare, existând o piață a sclavilor destul de dezvoltată.
Acestia erau folosiți cu precădere în minele de sare, pe plantațiile agricole de mare întindere, ca servitori casnici, pentru înzestrarea armatei.

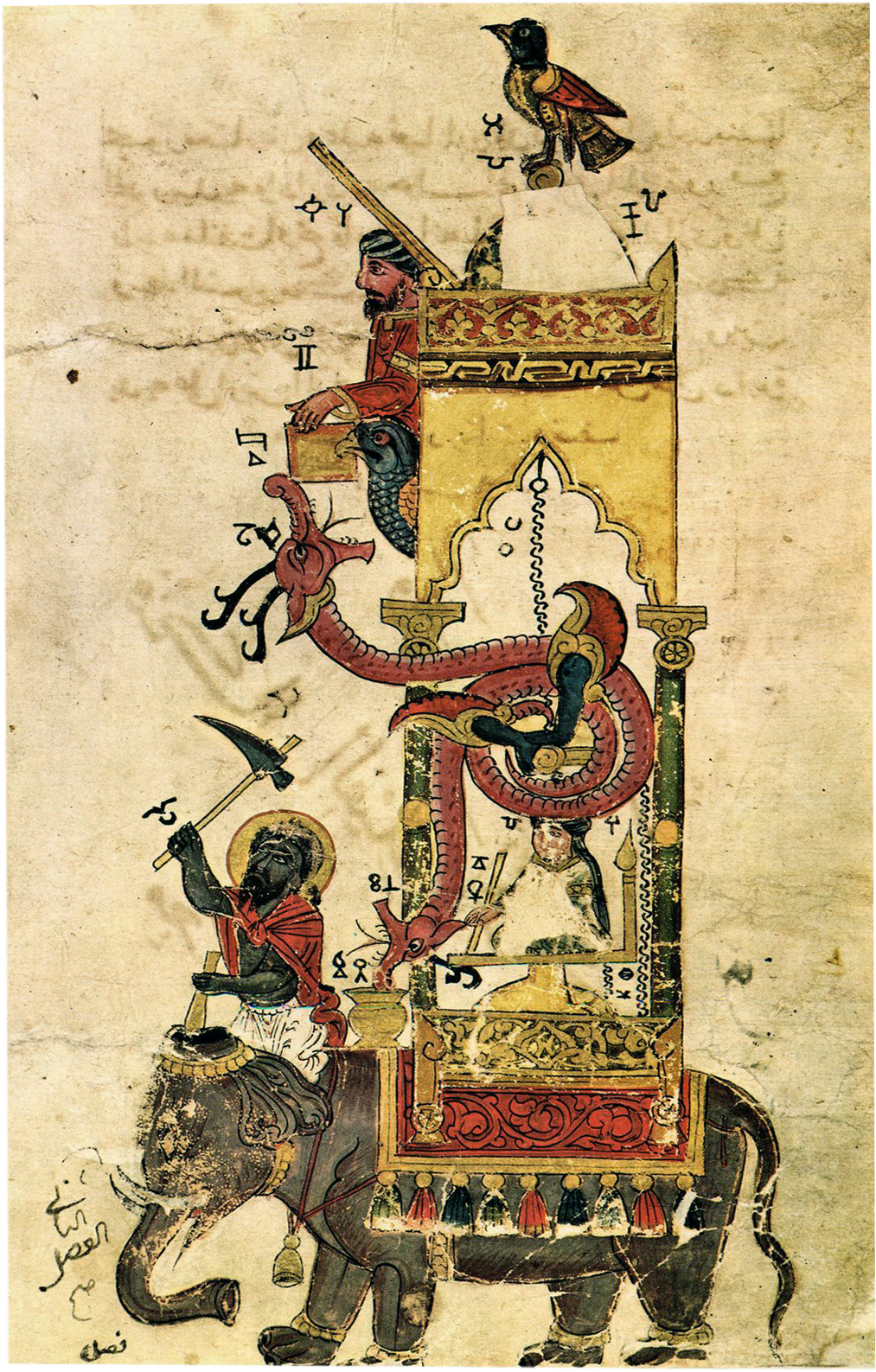
Ceasul cu apă al lui Al-Jazari

### Tehnologia
Sunt remarcabile automatele construite de frații Banū Mūsā, numeroasele mașini hidraulice descrise de Al-Jazari într-o lucrarea a sa, Cartea cunoștințelor despre dispozitive mecanice
În domeniul militar, arabii au dezvoltat tehnica descoperită de chinezi privind realizarea prafului de pușcă devenind inovatori în domeniul armelor de foc.
Este remarcabil tratatul despre armuri al lui Al-Tarsusi, în care sunt descrise numeroase tipuri de mașini de război (catapulte, baliste cu contra-greutate etc.)
Islamicii s-au ocupat și de problema irigațiilor, construind numeroase tipuri de mori de vânt și de apă.
Energia hidraulică era utilizată și la fabricarea hârtiei.
Abbas Ibn Firnas a creat un ceas cu apă, a studiat modalitatea manufacturării sticlei, a confecționării lentilelor.
Alte invenții și inovații atribuite inginerilor și savanților islamici: camera obscură, cafeaua, săpunul, pasta de dinți, șamponul, distilarea, lichefierea, cristalizarea, purificarea, oxidarea, evaporarea, filtrarea, distilarea alcoolului, acidul uric, acidul azotic, alambicul, arborele cotit, robinetul, pompa cu pistoane, ceasul mecanic (acționat cu apă sau cu greutăți), lacătul cu cifru, bisturiul, forcepsul, ața chirurgicală (catgut), moara de vânt, inocularea, vaccinarea împotriva variolei, stiloul, metode de decodificare a mesajelor cifrate, pictura pe sticlă, sticla de cuarț, covorul persan, astrolabul sferic.
Toate acestea semnlau un nivel științific și tehnologic superior Europei acelei epoci.

### Gradul de urbanizare
Pe măsura creșterii gradului de urbanizare, orașele musulmane se dezvoltă tot mai mult împreună cu infrastructura aferentă de alimentare cu apă potabilă, prevăzută cu canalizare, băi publice.
Speranța de viață a crescut foarte mult.
Astfel, dacă în lumea greco-romană media de viață era de 22 - 28 de ani, în califatul islamic timpuriu ajunge la 35 de ani, ca după secolul al X-lea să treacă de 60 de ani.
Gradul de alfabetizare depășește pe cel al antichității clasice greco-romane.

## Știința
Arabii nu numai au preluat și conservat cunoștintele antice, dar au pus bazele științei moderne introducând și promovând încă de timpuriu metoda științifică.
Astfel, cercetarea științifică se bazează pe empiric, experiment și abordare cantitativă.

### Metoda științifică
Metoda știintifică s-a dezvoltat în lumea islamică în special datorită operei lui Alhazen, considerat unul dintre pionierii 
fizicii experimentale
Cele mai mari realizări constau în utilizarea analizei cantitative și a experimentului.
Alhazen este considerat și unul dintre primii oameni de știință ai lumii (în accepția modernă a termenului).

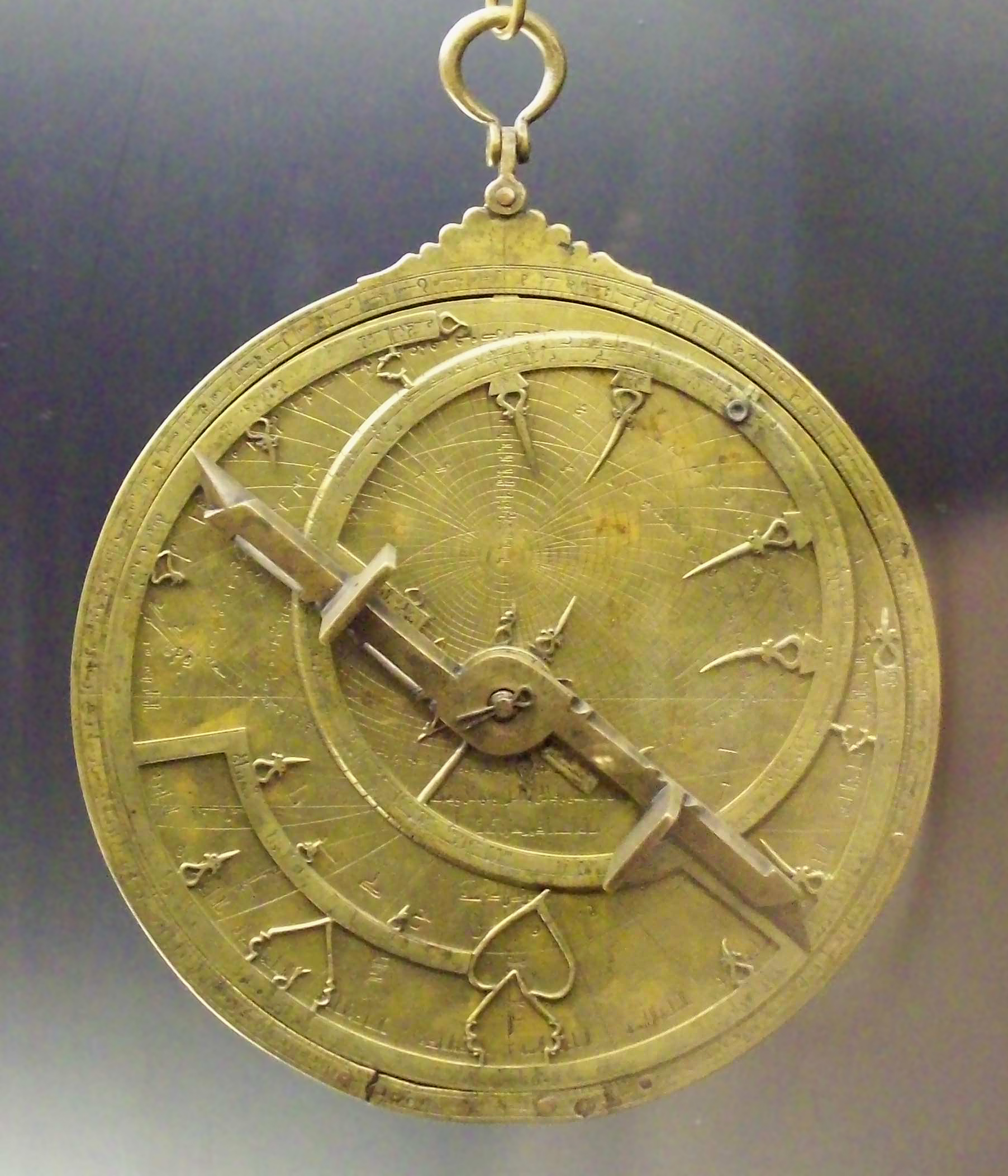
Astrolab din secolul al XI-lea

### Astronomie
Pentru un vast imperiu ca cel islamic, astronomia era necesară deoarece facilita determinarea longitudinii și latitudinii diverselor teritorii.
De asemenea, astronomia avea si un scop religios: determinarea datei Ramadanului, calcularea momentului zilei când trebuie să aibă loc fiecare din cele cinci rugăciuni cotidiene, stabilirea poziției orașului Mekka, centrul credinței islamice.
Studiul astronomiei era impus și de calendarul lunar islamic.
Ca punct de plecare avem teoriile lui Ptolemeu, pe care savanții și astronomii arabi le-au perfecționat.
Astfel Alhazen aduce chiar critici și completări celebrei Almagest.
De altfel, primele traduceri în arabă ale celebrei Almagest datează din secolul al IX-lea.
In această epocă, lucrarea ar fi fost pierdută pentru europeni.
Europa occidentală a redescoperit Almagest pornind de la versiunile traduse din arabă.
Astfel, o traducere latină a fost realizată de Gérard de Crémone, provenind de la un text din Toledo.
Se fac studii asupra modelului geocentric al lui Ptolemeu, sunt construite primele observatoare astronomice, e studiată planeta din punct de vedere fizic.
Al-Biruni realizează distincția dintre astronomie și astrologie.
Alhazen și Ibn al-Shatir realizează separarea dintre filozofia naturală și astronomie.
Se dezvoltă primul model non-ptolemaic. si aceasta prin opera lui Alhazen si Mo'ayyeduddin Urdi, la care ulterior contribuie si Ibn al-Shatir.
Astronomii arabi pot fi considerați precursori ai teoriei heliocentrice a lui Copernic.
Astfel, Al-Tusi, în lucrarea Tadhirah, aduce o critică modelului geocentric.
Astronomii arabi au inventat si perfecționat un număr mare de instrumente, care le permiteau o bună cunoștere și observare a cerului, cum ar fi astrolabul (considerat o adevărată bijuterie a calculului matematic), instrumente de măsurare a timpului (de la cadrane solare la mecanisme sofisticate de orologerie).
Astrolabul a fost inventat de Hiparh și perfecționat de către islamici.
Astronomul Al-Farghani a dezbătut problema mișcării corpurilor cerești.
Opera sa a fost tradusă în latină în secolul al XII-lea.
La sfârșitul secolului al X-lea, Al-Khujandi construiește un observator astronomic lângă Teheran prin intermediul căruia calculeză înclinarea eclipticii.
În Persia, Omar Khayyam întocmește o serie de tabele în scopul reformării calendarului.
Un alt mare observator este construit la Istanbul, unde activează Taqi al-Din.
Savanții musulmani ai epocii medievale sunt numeroși: Al-Battani, Al-Kindi, al-Hasib al-Misri (Abu Kamil), Ibn Yahyā al-Maghribī, Al-Razi, Ibn Al-Haytham, Al Biruni, Al-Sufi, Nasir al-Din al-Tusi, Al-Kashi, Qāḍīzāda al-Rūmī, Ulugh Beg, Taqi al-Din, Al-Sijzi.
De o deosebită importanță a fost Școala de la Maragheh.
În Bagdad apare primul observator astronomic.
Al-Tusi pune în evidență, în mod empiric, rotația Terrei.
Lui Al-Battani i se atribuie descoperirea deplasării apogeului solar, a variației diametrului aparent al acestuia, introducerea geometriei sferice

### Geografie
Geografii arabi au moștenit cunoștințele marilor savanți ai antichității, Herodot, Plinius cel Bătrân și Ptolemeu.
Printre marii geografi putem enumera:
- Al-Masudi: a călătorit în întreaga lume arabă și a combinat istoria și geografia într-o lucrare numită Pajiștile de aur;
- Al-Bakri: în urma călătoriilor sale prin Europa, Africa de nord și Peninsula Arabică, elaborează mai multe tratate printre care Cartea drumurilor și a regatelor;
- Al-Idrisi: descriere a Africii și a Spaniei;
- Ibn Battuta: efectuează călătorii prin Europa, Africa, India, Asia centrală și redactează o relatare numita Călătorie;
- Ibn Khaldun: mare savant multidisciplinar, considerat părintele demografiei, istoriei culturale, filozofiei istoriei, celebru și pentru lucrarea cunoscută în lumea europeană sub numele Prolegomenon;
- Leon Africanul: autorul unei descrieri minuțioase a Africii.

Evoluția înregistrată de cartografie, precum și utilizarea busolei (descoperite de chinezi) facilitează deplasarea negustorilor și implicit dezvoltarea comerțului.

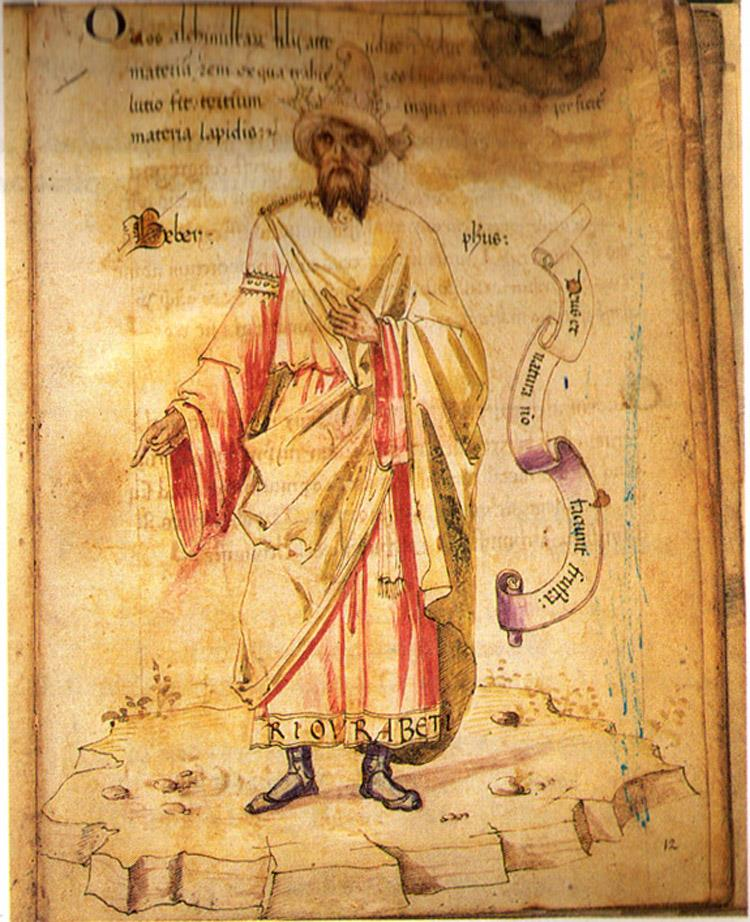
Geber, savant islamic ce a introdus metoda experimentală în domeniul chimiei

### Chimie
Încercând să obțină aur, numeroșii alchimiști islamici au obținut diverse sustanțe noi (de exemplu acidul azotic) și au perfecționat instrumente și proceduri experimentale ca: distilarea, sublimarea, cristalizarea, oxidarea, evaporarea, filtrarea.
Chimia cunoaște o salt decisiv prin Geber, care se evidențiază prin numeroasle experiențe efectuate cu diverse substanțe minerale, vegetale și animale.
Geber introduce metoda științifică în chimie.
De asemenea, poate fi considerat părintele atât al chimiei, cât și al industriei chimice și a parfumurilor.
Al-Kindi respinge teoria transmutației metalelor susținută de alchimiști.
Aceeasi teorie pseudoștiințifică este criticată și de Geber.
Contribuțiile lui Rhazes sunt comparabile cu cele ale lui Geber.
În lucrarea Kitab-al-Asrar, se ocupă cu preparea substanțelor chimice și utilizarea acestora.
Pentru a extrage diverse uleiuri, Avicenna utilizează metoda distilării.

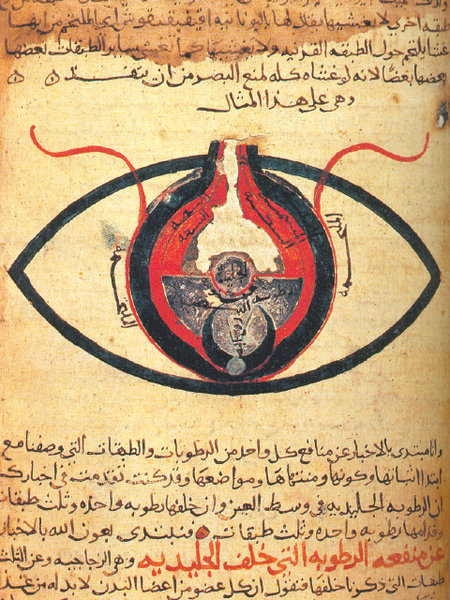
Un manuscris arab ce descrie ochiul, datat în secolul al XII-lea

### Matematică
Civilizația arabo-musulmană a jucat un rol important în istoria matematicii prin păstrarea și aprofundarea moștenirii clasicismului antic.
Exemple: traducerea lucrărilor lui Euclid, preluarea cifrelor indiene, cunoscute ulterior ca "cifre arabe".
Punctul de plecare al matematicii islamice îl constituie știința greacă și indiană.
Cel mai cunoscut savant islamic din domeniu matematicii este Al-Horezmi, care poate fi considerat părintele algebrei.
Acesta introduce notația "x" pentru necunoscute în algebră.
Matematicienii arabi sunt cei care inventează algebra și în același timp introduc și metode de rezolvarea a ecuațiilor.
Matematica este utilizată nu numai în astronomie și pentru calcularea coordonatelor geografice, dar și în artă.
Astfel, măiestria realizării mozaicurilor și a altor ornamente vădesc o bună cunoaștere a geometriei.
Alte descoperiri atribuite arabilor: trigonometria sferică, anumite funcții trigonometrice.
De la arabi provine sistemul de numerație și de notare a cifrelor utilizat aproape în întreaga lume, dar și introducerea virgulei în scrierea fracțiilor zecimale.
Matematicienii islamici au inventat algebra și au fost primii care au propus metode de rezolvare a ecuațiilor.
Lui Omar Haiām i se atribuie inventarea geometriei algebrice, iar lui Al-Tusi formularea axiomei paraleleolor.

### Medicină
Având ca punct de plecare cunoștințele grecilor, persanilor și indienilor, medicina arabă s-a dezvoltat și aceasta mai ales prin contribuția unor mari personlități ca: Avicenna, Avenzoar, Abulcasis.
Concepția islamică încuraja studiul medicinei:
Pentru fiecare boală, Allah ne dă remediul.
Operele lui Hippocrate, Dioscorides, Soranus, Celsus și Galen au avut un puternic impact asupra medicinei islamice.
Medicii musulmani au adus importante contribuții în domenii ca: anatomie, medicină experimentală, oftalmologie, patologie, farmacologie, fiziologie, chirurgie.
Avicenna pune bazele medicinei moderne.
Prin lucrarea sa, Canonul de medicină (care va rămâne o lucrare de referință pentru Europa secolelor care vor urma), introduce metoda experimentală și cea a măsurării în fiziologie.
De asemenea, i se atribuie descoperirea bolilor infecțioase, introducerea metodei carantinei pentru tratarea acestora, a examenului clinic, a metodelor de testare clinică a sustanțelor farmaceutice, prima descriere a agenților patogeni microscopici.
Lui Avicenna i se atribuie prima descriere științifică a ochiului uman și a bolilor acestuia.
Este printre primii care susține posibilitatea răspândirii bolilor prin apă sau prin solul contaminat și care realizează clasificarea bolilor cu transmitere sexuală.
Avenzoar este primul mare chirurg experimental.
Ibn al-Nafis descrie circulția sanguină și pune bazele teoriei fiziologiei circulatorii, în timp ce Ibn al-Lubudi respinge teoria umorală.
Al-Zahrawi scrie Kitab al-Tasrif, un tratat de referință în domeniul chirurgiei.
Publicată în jurul anului 1.000, acesta descrie cu minuțiozitate o sumedenie de instrumente chirurgicale inventate.
Maimonide, o altă mare personalitate, a fost medicul personal al sultanului Saladin.

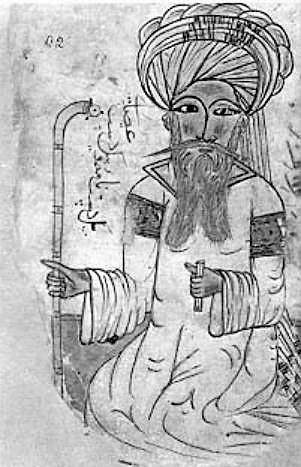
Savantul persan Avicenna a introdus medicina experimentală, a descoperit o serie de boli contagioase și a descris mai multe medicamente și anestezice empirice

Medicii islamici îndepărtau cataracta cu un mileniu mai înainte ca cei occidentali să încerce acest lucru.
Ammar ibn Ali din Mosul inventreaza un fel de seringă hipodermică pentru tratarea chirurgicală a cataractei.
Al-Razi, în lucrarea Kitab fi al-jadari wa-al-hasbah (care va fi de referință în europa Occidentală de mai târziu), se ocupă de rujeolă și variolă.
Introduce utilizarea alcoolului în medicină.
În domeniul chirurgiei s-a ocupat de tratarea litiazei renale, abcesului renal și a altor suferințe din domeniul urologiei.
Alhazen descrie rolul retinei și al nervului optic în formarea senzației de imagine.
Abu Sahl al-Masihi (căruia Avicenna i-a fost discipol) explică faptul că absorbția alimentelor are loc în intestine, nu în stomac.
Avenzoar utilizeaza tubul gastic și introduce hrănirea artificială.
Medicii arabi utilizau lavajul gastric în caz de otrăvire sau intoxicare.
Pentru tratarea fracturilor, Abulcasis introduce bandajul ghipsat, utilizat și astăzi în lumea modernă.
Procedura inoculării era deja cunoscută de medicina islamică.
Acul chirurgical a fost inventat și descris de către Al-Qasim, în jurul anului 1.000 și a fost utilizat pentru îndepărtarea cataractei.
Chirurgul irakian Ammar ibn Ali al-Mawsili a inventat seringa folosind un tub de sticlă.
Firul de catgut a fost inventat de Al-Qasim și este utilizat și astăzi.
În ceea ce privește antisepticele și anestezicele, încă din secolul al X-lea, islamicii utilizau alcoolul rafinat ca agent antiseptic în scopul tratării rănilor.
Anestezia modernă tot de ei a fost inventată și dezvoltată.
Ei au fost primii care au utilizat anestezice administrate pe cale orală sau sub formă de inhalări.
Astfel, Avicenna utilizează anestezicele orale pe bază de opium.
Arabii au dezvoltat o vastă rețea de spitale.
În ceea ce privește etica medicală, una din importantele trăsături ale sistemului spitalicesc medieval islamic o constituie standardul înalt al actului medical.
Spitalele aveau saloane separate, specializate pe anumite categorii de boli.
Se tratau nu numai bolile somatice , ci și cele psihice.
Dispuneau și de farmacii care acordau în mod gratuit medicamente celor internați.
La tratarea pacienților nu se făceau discriminări legate de situația financiară a acestora.
Numai personalului calificat și autorizat îi era permis să practice actul medical.
În cadrul spitalelor, lucrau și studiau și viitorii medici.
În acest scop, spitalele dispuneau de săli de conferințe și biblioteci.
Astfel, biblioteca din cadrul spitalului Tulum, fondat în Cairo în anul 872, conținea peste 100.000 de cărți.
Spitalele care s-au construit în Europa în perioada de după cruciade au avut ca model pe cele din Orientul Mijlociu.

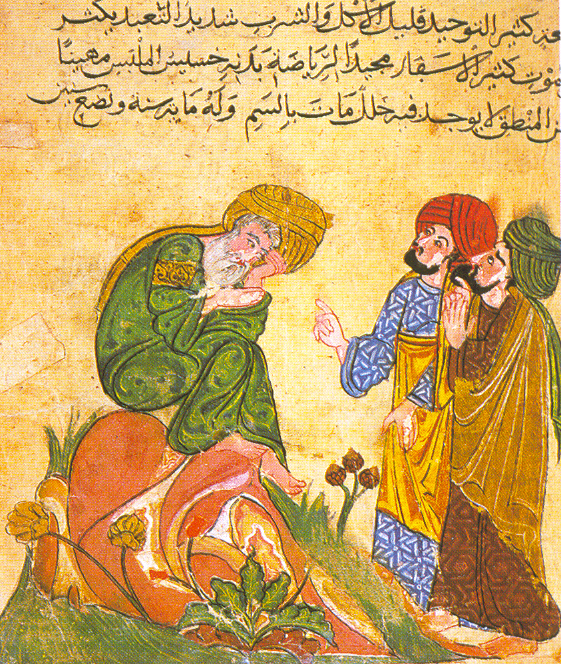
Manuscris arab din secolul al XIII-lea descriindu-l pe Socrate alături de discipolii săi

### Fizică
Studiul fizicii experimentale începe cu [Alhazen], care scrie Tezaurul optic, lucrare ce devine de referință în istoria fizicii asemeni[[Philosophiae Naturalis Principia Mathematica]a lui Isaac Newton și care dezbate probleme din domeniul opticii cu mult înainte ca Roger Bacon, Leonardo da Vinci și Johannes Kepler să pună bazele opticii științifice europene.
Astfel, în tratatul de optică, Alhazen demonstrează că senzația de vedere este dată de razele de lumina incidente în globul ocular, argumentând natura fizică a luminii.
În acest sens, poate fi considerat părintele psihofizicii și al psihologiei experimentale.
Metoda științifică experimentală este abordată și de Al-Biruni, un alt precursor al lui Newton, dar în ceea ce privește legile mișcării, legi descoperite și studiate și de Alhazen și Avicenna.
Alți mari fizicieni islamici: Al Baghdadi (a dedus înaintea lui Newton Principiul al II-lea al mecanicii), Ibn Bajjah (principiul acțiunii și reacțiunii).
Frații Banū Mūsā (Ja'far Muhammad ibn Mūsā ibn Shākir), Alhazen și Al-Khazini sunt precursori ai lui Newton în domeniul legii gravitației.

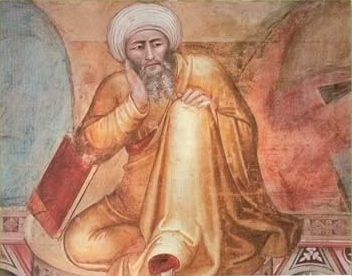
Averroes, savant islamic, întemeietorul școlii filozofice care îi va purta numele și va influența filozofia europeană

### Botanica și zoologia
Arabii traduc celebrul tratat „De Materia Medica” al lui Dioscoride și aduc contribuții însemnate în dezvoltarea farmacologiei.
Utilizând alambicul, distilează o serie de substanțe noi precum esența de trandafiri.
Tot arabilor le datorăm extinderea culturilor de trestie de zahăr și bumbac.
O altă contribuție a lumii islamice o constituie apariția grădinilor botanice, care erau atât loc de aclimatizare, cât și de studiu al plantelor.
În ceea ce privește zootehnia, să menționăm calul pur sânge arab, celebru în întreaga lume.
Câteva lucrări celebre din domeniu:
- Ibn Bakhtishu, Cartea proprietarilor de animale

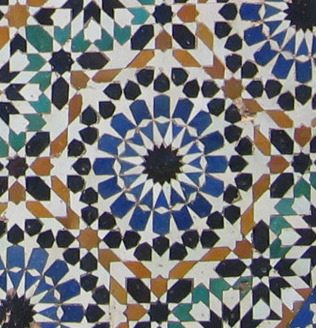
Aplicație a geometriei în artă: mozaicul islamic

- Al-Qazwini, Minunile creației

## Filozofie
Savanții islamici au tradus opere filozofie aparținând unei multitudini de culturi: China, India, Grecia antică.
Averroes concepe o enciclopedie medicală și aduce comentarii și completări întregului sistem aristotelician.
Al-Kindi, considerat primul mare filozof al islamului, studiază de asemenea filozofia clasică antică și este întemeietorul gândirii matematice în cadrul filozofiei - logica.
Filozofi arabi ca Al-Kindi, Averroes și persani ca Avicenna au jucat un rol important în păstrarea operelor lui Aristotel.
Ideile lor filozofice, libere de orice influență religioasă, ajung să fie dominante în lumea creștină și musulmană.
Acești filozofi au preluat idei și din zona extrem-orientală, China, India.
La toate acestea, prin contribuțiile proprii aceși filozofi au creat diverse școli și curente ca: averroismul, avicenismul, Kalam, Qiyas și altele.
În Spania musulmană, aceste lucrări au fost traduse în ebraică, latină, ladino, astfel contribuind la dezvoltarea ulterioară a filozofiei europene.
Alte personalități importante au fost: Moise Maimonide, cel mai de seamă înțelept al iudaismului din această perioadă, Al-Jahiz: un adevărat pionier al evoluționismului, Ibn Tufayl, unul dintre cei mai mari gânditori andaluzi, Al-Ghazali, care l-a influențat pe Maimonides și chiar filozofi medievali ca Toma de Aquino și mai târziu pe René Descartes care în al său Discurs asupra metodei continuă aceste idei.

## Arta
Conform preceptelor Coranului, artiștilor le era interzisă utilizarea figurilor umane în arta religioasă.
Acestia au dezvoltat un stil al figurilor geometrice și care continea versuri din Coran, sub forma caligrafică, ce vor îmbogăți moscheile.

### Arhitectura

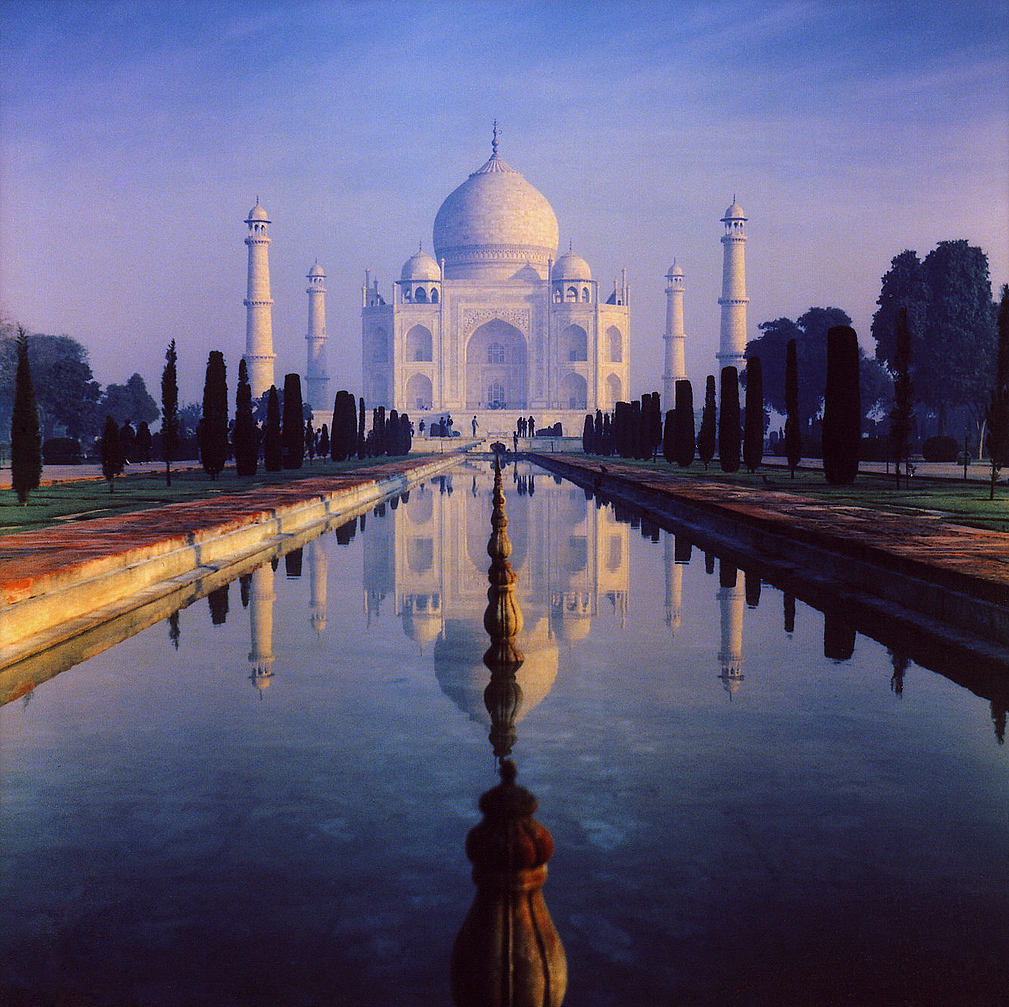
Mausoleul Taj Mahal, construit în perioada Imperiului Mogul

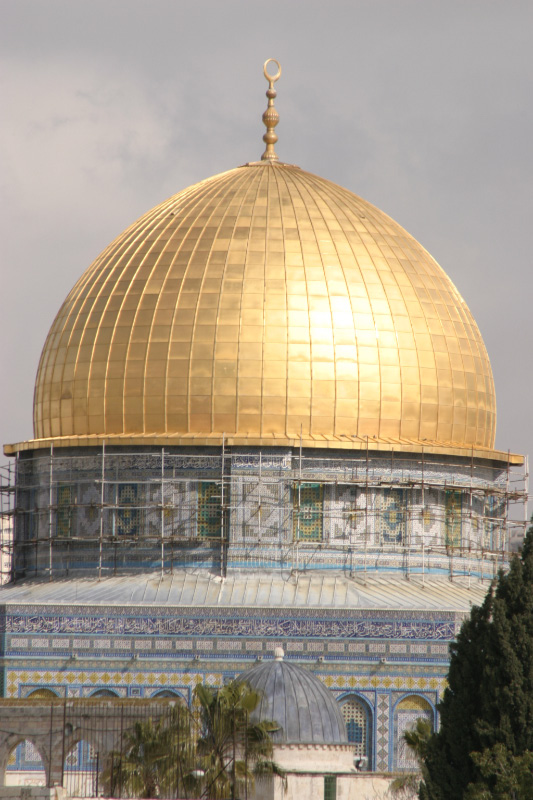
Cupola domului din Ierusalim, numit și moscheea lui Omar

Punctul de plecare al arhitecturii arabe îl constituie arta bizantină.
Sunt preluate domurile și arcadele, care înfrumusețează orașele arabe.
Un exemplu grăitor îl constituie Domul din Ierusalim, una dintre cele mai vechi mari edificii islamice.
În ceea ce privește ornamentele geometrice utilizate, artiștii arabi erau maeștri în aplicarea acelei geometrii cvasicristaline, domeniu care va fi inițiat de oamenii de știință occidentali abia în secolul al XIX-lea.

### Literatura
Literatura are două direcții:
- opere bazate pe Coran și pe tradiția islamică
- poezii care descriu dragostea și bucuria de trăi
- povestiri din alte culturi traduse și adaptate stilului islamic, spre exemplu O mie și una de nopți.

Prin secolul al X-lea se configurează stilul epic, care, patru secole mai târziu, atinge apogeul.
Ibn Tufail scrie primul roman de ficțiune arab, intitulat Havy ibn Yaqdhan ("Philosophus Autodidacticus") și aceasta ca răspuns la lucrarea Incoerența filozofilor a lui Ibn al-Nafis, care poate fi considerat primul roman science-fiction din istoria literaturii.
Limba persană devine o limbă literară și este scrisă cu caractere arabe, iar literatura acesteia cunoaște o perioadă de înflorire.
Se afirmă poeți ca: Rudaki, Daqiqi, Firdoùsi.

### Muzica

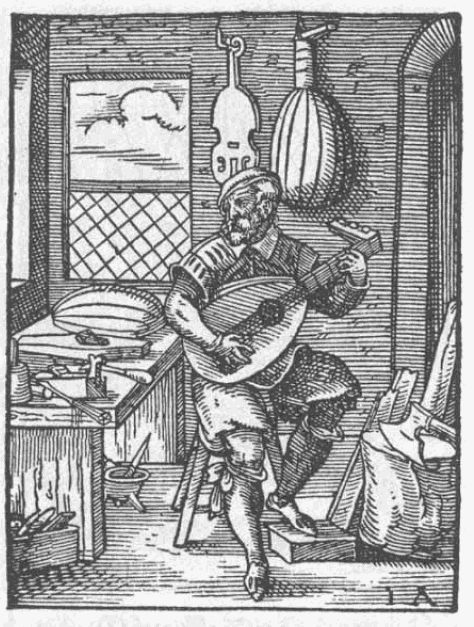
Mandolina pătrunde în lumea arabă

Teoriile și modurile muzicale elaborate în lumea arabă sunt strâns legate de matematică (teoria proporțiilor), de astronomie și astrologie (conform principiului etic care stabilește corelațiile dintre diversele părți ale universului).
De asemenea, muzica intervine și în actul terapeutic

## Sfârșitul Epocii de Aur
Declinul Epocii de Aur debutează încă din perioada lui al-Mu'tasim, când începe să se producă o disipare a puterii monarhice.

### Invazia mongolă
În 1258, mongolii au invadat Imperiul Islamic distrugându-i capitala.
Marile realizări ale islamului au fost continuate de Spania musulmană, Egipt și ulterior de Europa, dar, pentru spațiul arabic, epoca de aur se încheie.